# Juan Silverio Pérez Ruano
Blahoslavený Juan Silverio Pérez Ruano, řeholním jménem Crispín (Kryšpín) z Cuevas de San Marcos (27. prosince 1875, Cuevas de San Marcos – 6. srpna 1936, Antequera), byl španělský řeholník Řádu menších bratří kapucínů a mučedník.

## Život
Narodil se 27. prosince 1875 jako syn Juana a Antonie. Pokřtěn byl 29. prosince.
Jako oddaný křesťan se modlil každý den modlitbu růžence. Roku 1905 vstoupil do noviciátu kapucínů a přijal jméno Crispín. Časné sliby složil o rok později a věčné roku 1909. Byl laickým bratrem. Do roku 1925 pobýval v konventu v Santo Domingu. Dne 3. srpna 1936 jej milice našla modlící se v kostele, a jeden z vojáků jej těžce udeřil. Roku 1936 byla komunita v Antequeře obléhaná. Bratři nemohli opustit konvent. Dne 6. srpna 1936 odvedla milice bratra Crispína a další čtyři bratry (bl. Ángel z Cañete la Real, Ignacio z Galdácana, Gil z Puerto de Santa María a José z Chauchiny) na náměstí, kde dav žádal jejich smrt. Všech pět bratrů bylo na místě zastřeleno.

## Proces blahořečení
Proces jeho blahořečení byl zahájen roku 1954 v arcidiecézi Madrid spolu s dalšími jedenatřiceti spolubratry kapucíny.
Dne 27. března 2013 uznal papež František jejich mučednictví. Blahořečeni byli 13. října 2013 ve skupině 522 španělských mučedníků.